# Cees Stam

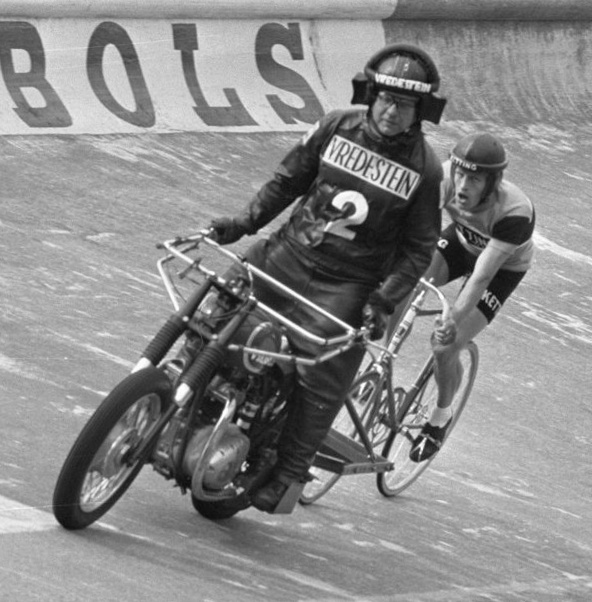
Cees Stam, 1973

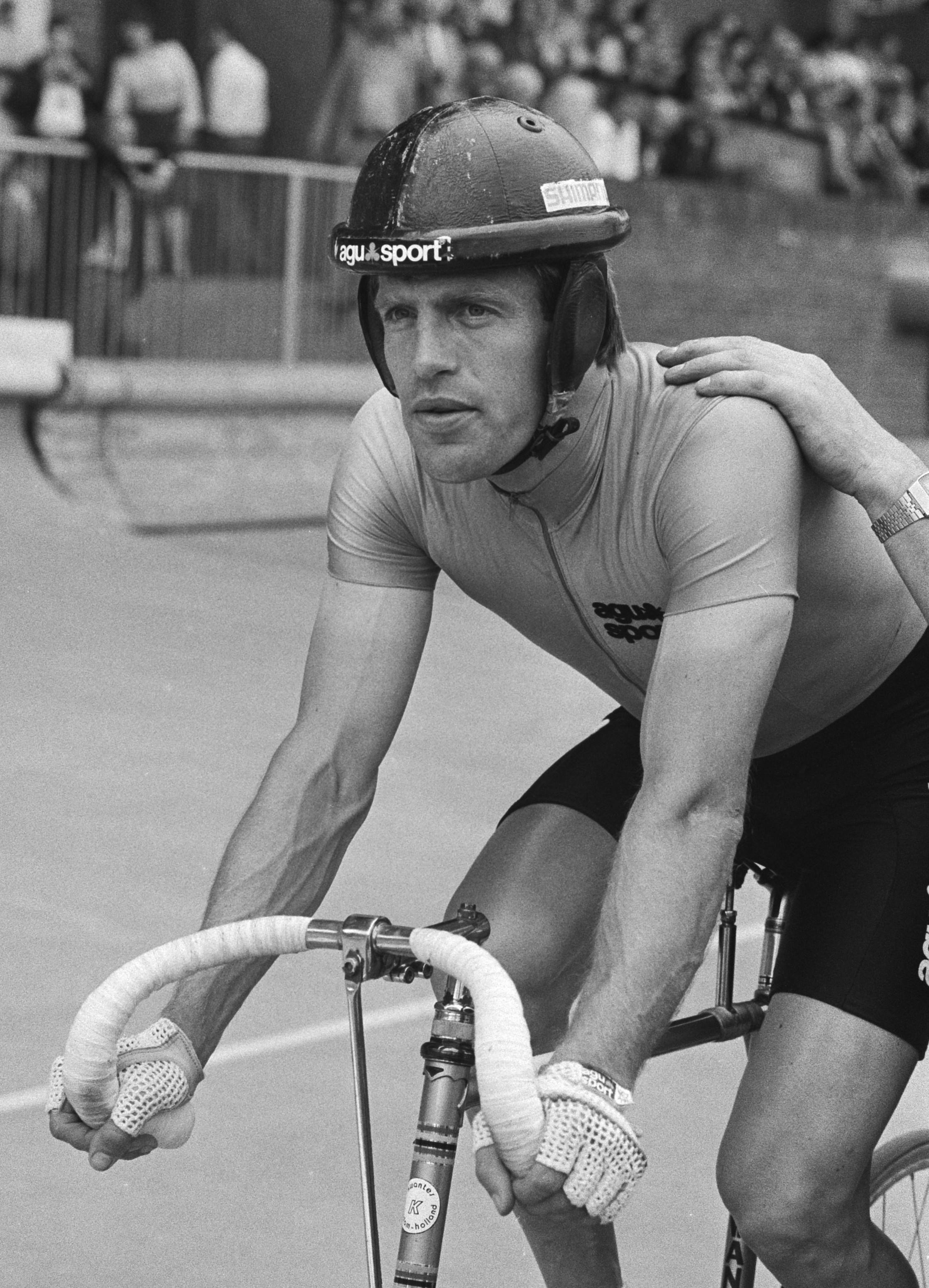
Cees Stam, 1979

Cees Stam (* 2. November 1945 in Koog aan de Zaan im heutigen Zaanstad) ist ein ehemaliger niederländischer Bahnradsportler und vierfacher Steher-Weltmeister.
Cees Stam war fast ausschließlich als Steher und bei Sechstagerennen aktiv. 1968 gewann er seinen ersten Titel und wurde Niederländischer Meister der Amateur-Steher. In der Folge wurde er noch achtmal Niederländischer Meister der Steher, als Amateur (1968–1970) sowie als Profi (1971–1974 und 1978). 1968 sowie 1969 belegte er bei Bahn-Weltmeisterschaften den zweiten Platz, 1970 errang er den Weltmeistertitel mit Schrittmacher Joop Stakenburg.
1973 wurde Cees Stam erstmals Weltmeister der Profi-Steher, ebenso wie 1974 wieder mit Schrittmacher Joop Stakenburg. 1977 konnte er diesen Erfolg wiederholen, dieses Mal hinter Bruno Walrave. 1974 und 1976 wurde er zudem Europameister. 1974 stellte er mit 82,998 Kilometern einen neuen Stundenweltrekord auf.
Stam startete auch bei 48 Sechstagerennen, konnte jedoch keins davon gewinnen. Nach dem Ende seiner aktiven Karriere wurde er „Bondscoach“ der Steher in den Niederlanden und arbeitete als Manager der Radsportbekleidungs-Firma „AGU“ bis zu seiner Pensionierung im Jahre 2007. Er betätigt sich jedoch noch als Schrittmacher. Im Oktober 2014 stürzte Stam als Derny-Schrittmacher seines Enkels Yoeri Havik bei der zweiten Nacht des Sechstagerennens von Amsterdam – Ursache waren vermutlich Herzbeschwerden – und musste nach Reanimierung schwer verletzt in ein Krankenhaus gebracht werden; das Rennen wurde daraufhin an diesem Abend abgebrochen. Nach rund drei Wochen wurde er aus dem Krankenhaus entlassen, eine Rückkehr auf die Bahn war jedoch nicht mehr möglich.
Cees Stam ist der Vater des früheren Sechstage-Stars Danny Stam und Schwiegervater des ehemaligen Rennfahrers Henk Havik. 2007 erschien ein Buch über ihn und seine Radsport-Familie.